# Noorderhaven 33 (Harlingen)

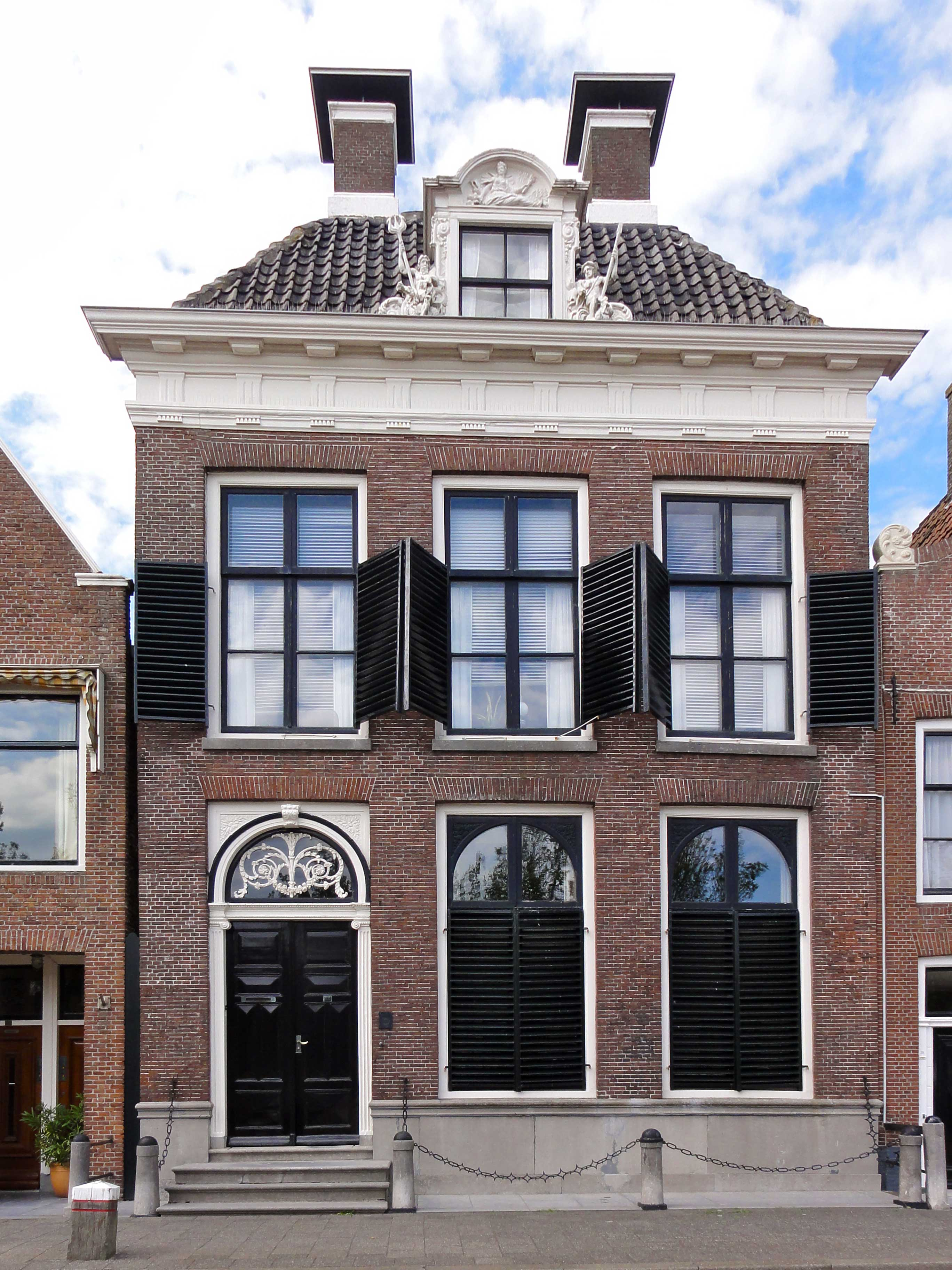
De woning aan de Noorderhaven 33 anno 2011

De grachtenwoning aan de Noorderhaven 33 is een monumentaal pand in Harlingen in de Nederlandse provincie Friesland.

## Geschiedenis

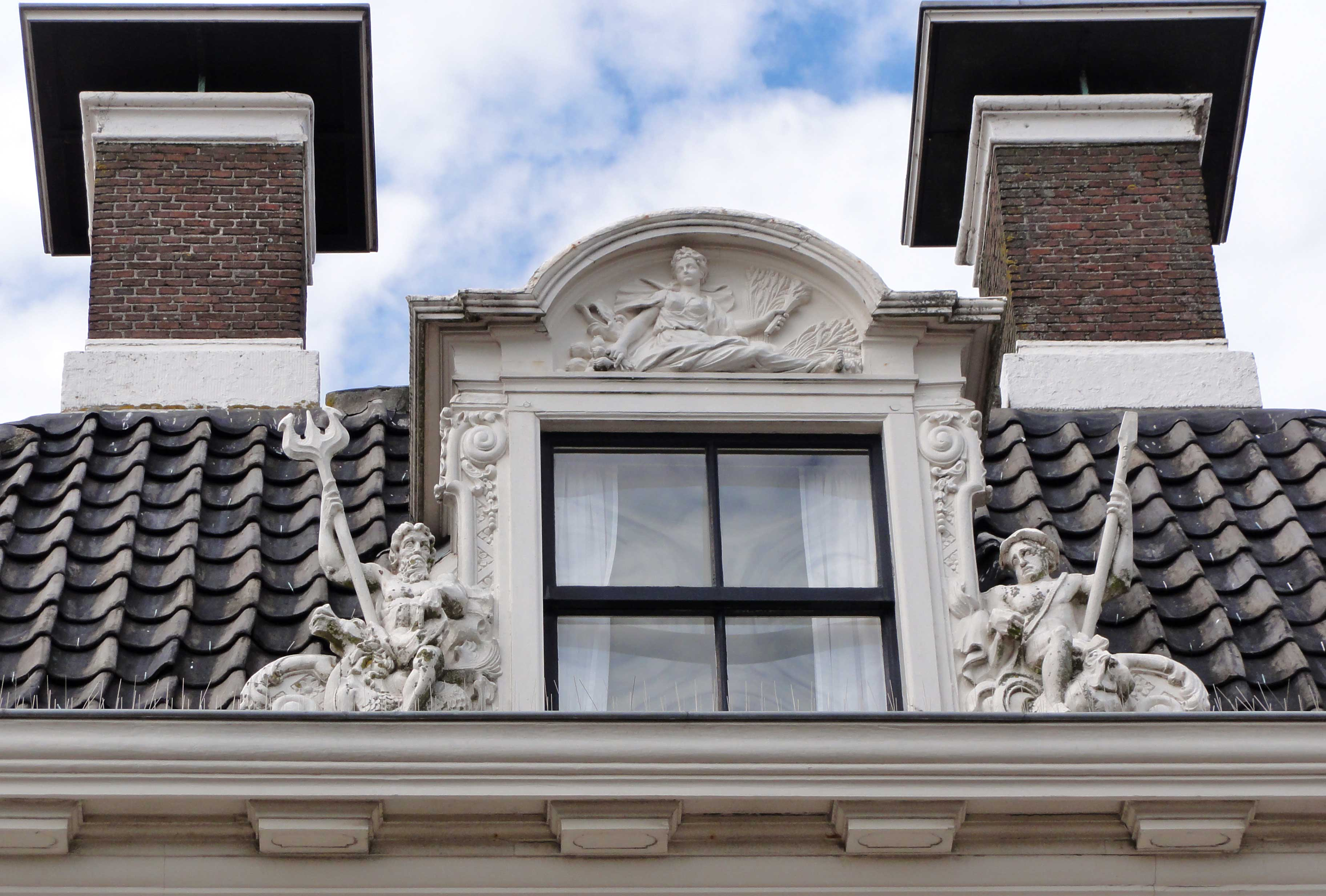
De afbeeldingen van Neptunus (links) en Mercurius (rechts) naast de dakkapel

Het grachtenpand aan de Noorderhaven 33 dateert uit de 18e eeuw. Het dwarsdak wordt bekroond met tweehoekschoorstenen. Het dak wordt aan de voorzijde gescheiden door een dakkapel, waarvan zich ter weerszijden de gebeeldhouwde figuren van Neptunus en Mercurius bevinden (zie afbeelding). De ingang aan de linkerzijde bevindt zich tussen twee ionische zuilen en onder een half rond snijvenster met versierde zwikken, een patroon dat herhaald wordt in de beide vensters van de benedenverdieping. De bovenverdieping telt aan de voorzijde drie negenruitsramen, waarvan de onderzijdes, evenals bij de beide vensters van de benedenverdieping, voorzien zijn van luiken.
Aan de achterzijde van de woning is een dakvenster aangebracht dat de bewoners uitzicht gaf over de Waddenzee. Het pand is erkend als rijksmonument.